# Marko Milić
Marko Milić, slovenski košarkar, * 7. maj 1977, Kranj.
Marko Milić je prvi slovenski košarkar, ki je zaigral v ameriški profesionalni ligi NBA. Leta 1997 so ga kot peti izbor drugega kroga (34. izbor skupno) izbrali Philadelphia 76ers. 199 cm visoki Milić je lahko igral na obeh krilnih igralnih mestih. Gledalci so si ga najbolj zapomnili po zabijanju prek avtomobila Honda CRX na dnevu slovenske košarke. Igralno kariero je zaključil leta 2015 in pri tem so v klubu kjer je pusti največji pečat, ljubljanski Union Olimpiji, upokojili njegov dres s številko 12.

## Osebno
Izhaja iz športu zapisane družine, mati, Metka Papler je bila državna rekorderka v metu diska, oče Vladimir Milić je bil olimpijec nekdanje Jugoslavije v suvanju krogle. Njegova hči Ela Nala Milić je tenisačica.